# Figures (Josep Mompou)
Figures és un dibuix de Josep Mompou i Dencausse. Es tracta d'un carbonet sobre paper, que mesura 34 x 29 cm, de l'any 1937 i conservat al fons del Museu Abelló de Mollet del Vallès i exposat permanentment des del 2007 a L'art modern a la col·lecció Abelló s. XIX-XX. S'hi representen dues figures femenines en un balcó o terrassa, una prenent el sol,asseguda en una butaca, i una noia o nena nua que està dempeus i que mira recolzada a la barana del balcó.
Aquest apunt al natural, el va fer a Suïssa, en plena guerra civil, i quan Mompou s'estava recuperant d'una important operació al pulmó. Les muntanyes de Suïssa van ser el marc geogràfic on Mompou va fer la seva recuperació. L'any 1937, Mompou tornà a recuperar tímidament la seva activitat artística, primer fent dibuixos amb llapis de colors, que després acabarà transformant en pintures a l'oli. En aquest cas és un carbonet sobre paper, que va servir com a esbós preparatori per una obra a l'oli que va fer més tard, El bany de sol. (1938) 81 x 65cm.